# Markengrabbing
Das Markengrabbing ist das Reservieren von Marken ohne eigene Nutzungsabsicht, um vom Inhaber des gleichen Unternehmensnamens oder einer Marke ein Lösegeld für die Freigabe oder Übertragung zu verlangen.
Unter anderem versuchen Markengrabber, von ihnen reservierte Domainnamen über eine Markenreservierung vor der Pflicht der Herausgabe zu schützen, um sie so nur unter Gewinnerzielung veräußern zu können.
Ein Boom entstand vor der Vergabe der eu-Domains 2005.
Zu den relevanten Rechtsstreitigkeiten zählen
- krupp.de[3]
- das.de[4]
- ufa.de[5]
- brockhaus.de[6]
- big.de[7]